# Santiago Dobles
Santiago Dobles (ur. 17 listopada 1976 w Miami w stanie Floryda, USA) – amerykański muzyk, gitarzysta i założyciel zespołu progresywnometalowego Aghora. Od 2010 roku występuje również w zespole Synkronizity. Natomiast od 2016 roku gra w holenderskiej formacji Pestilence. Uczęszczał do Berklee College of Music. Interesuje go taoizm i kultura tybetańska. Prowadzi kursy jogi. Jest właścicielem studia nagrań.
Mieszka z żoną Ingrid i dziećmi w Miami.

## Dyskografia
- Rooky - Extended (2007, gościnnie)[6]
- Expedition Delta - Expedition Delta (2008, gościnnie)[7]
- Silenmara - Collection of Conscience (2011, gościnnie)[8]
- Expedition Delta - Expedition Delta 2 (2016, gościnnie)[9]